# Лібер Марі-Анн
Марі-Анн Лібер (фр. Marie-Anne Libert; 1782—1865) — бельгійська вчена-ботанік і міколог.

## Біографія
Марі-Анн Лібер народилася 7 квітня 1782 року в Мальмеді на території бельгійської провінції Льєж в сім'ї Анрі-Жозефа Лібера і Марі-Жанни-Бернардини дю Буа. З дитинства цікавилася музикою, грала на скрипці. Потім Марі-Анн зацікавилася ботанікою. Першими книгами з ботаніки, які використовувала Лібер для визначення рослин, були роботи О. Брунфельса і Р. Додунса. Потім вона познайомилася з ботаніком А. Л. С. Леженом, який постачав їй більш сучасну ботанічну літературу. У 1810 році Лібер познайомилася з відомим ботаніком О. П. Декандолем. У 1811 році Лібер написала главу по району Мальмеді другого тому книги Лежена, присвяченій флорі околиць Спа. У 1815 році провінція Льєж стала частиною Пруссії. З 1826 року Марі-Анн Лібер видавала статті в журналі Паризького Ліннеївського товариства. Марі-Анн Лібер померла 14 січня 1865 року у віці 82 років.

## Відзнаки
На її честь були названі таксони Libertia (роду [Iridaceae]] і Libertiella (аскоміцетні гриби)
«Cercle naturaliste de la region de Malmedy», заснована в 1951 році, яка згодом стала «Cercle Royal Marie-Anne Libert», отримала свою назву в її честь. У столітньому ювілеї 1965 року було зведено стелу, прикрашену медальйоном, що нагадує Марі-Енн Ліберт у парку Таннері (Парк Марі-Енн Ліберт) у Мальмеді. Вулиця в Мальмеді (Rue Marie-Anne) Libert) була названий на її честь в 1925 р.
У 1820 році вона стала асоційованим членом Паризького соціологічного товариства (Linnean Society of Paris), а імператор Фрідріх-Вільгельм III присвоїв їй золоту медаль за заслуги. Вона була першою жінкою, яку запросили приєднатися до Соціале Рояль де Ботаніка де Бельгія в 1862 р.

## Деякі роботи
- Libert, M.-A. in Lejeune, A.L.S. (1815). Flore des Environs de Spa 2: 272—285.
- Libert, M.-A. (1826). Mémoires sur les cryptogames. Mém. Soc. Linn., Paris 5: 402—406.
- Libert, M.-A. (1830—1837). Plantae cryptogamicae quas in Arduenna collegit M. A. Libert. 4 fasc.

## Роди, названі на честь М.-А. Лібер
- Libertia Dumort., 1822, nom. rej. [syn. Hosta Tratt., 1812]
- Libertia Spreng., 1824, nom. cons.
- Libertia Lej., 1825, nom. illeg. [syn. Bromus L., 1753]
- Libertella Desm., 1830
- Libertiella Speg. & Roum., 1880
- Myxolibertella Höhn., 1903 [syn. Phomopsis (Sacc.) Sacc. 1905]
- Asterolibertia G.Arnaud, 1918
- Libertina Höhn., 1920 [syn. Phomopsis (Sacc.) Sacc. 1905]